# Angelo Compagnon
Angelo Compagnon (Povoletto, 5 novembre 1949) è un politico italiano.
Segretario del gruppo UdC alla Camera dei deputati dal 2006 al 2008 e dal 2008 al 2013.